# Покалькы (приток Таза)
Покалькы (устар. Поколька) — река в России, её исток находится в Ханты-Мансийском автономном округе, большей частью протекает в Ямало-Ненецком автономном округе. Начинается в болоте Кекынкуй. Устье реки находится в 913 км по левому берегу реки Таз на высоте 42 метра над уровнем моря. Длина реки составляет 260 км, площадь водосборного бассейна — 3710 км².
В 1974 году доктором технических наук П. А. Бакутом был рассчитан географический центр Советского Союза, оказавшийся в районе истоков реки Покольки (62°30′ с. ш. 82°30′ в. д.). В июне того же года экспедиция энтузиастов добралась до рассчитанного места и установила временный памятный знак.

## Притоки
- Шюмыкалькикэ[10] (правый)
- Паркэлькикэ[10] (правый)
- Кыльпюрма (левый, в 27 километрах от устья)
- Кэрыткикэ (правый, в 38 километрах от устья)
- Марьина[11] (правый)
- Латтарылькикэ[12] (правый)
- Сэрчондыкылькикэ[12] (правый)
- Кэнылькы (правый, в 77 километрах от устья)
- Каклылькикэ[2] (правый, в 85 километрах от устья)
- Сэрылькикэ (левый, в 92 километрах от устья)
- Няркылькикэ[13] (левый)
- Кэлькы[2] (правый)
- Сухмитынгъигол[14][13] (левый)
- Соймъёхан (правый, в 124 километрах от устья)
- Айигол (правый, в 142 километрах от устья)
- Ланкиигол (правый, в 147 километрах от устья)
- Тунелька (правый, в 159 километрах от устья)
- Опылькы (левый, в 163 километрах от устья)
- Ямгакуленгъихол[15] (правый)
- Окумъихол[15] (правый)
- Лильвонтканинг-Ёхан (левый, в 198 километрах от устья)
- Вонтканингъёхан (правый, в 211 километрах от устья)
- Кукрыкъихол (правый, в 217 километрах от устья)
- Тунгалимвонтканинг-Ёхан (левый, в 220 километрах от устья)
- Нарынгъёган (правый, в 229 километрах от устья)
- Кукрыёган (правый, в 236 километрах от устья)

## Данные водного реестра
По данным государственного водного реестра России относится к Нижнеобскому бассейновому округу, водохозяйственный участок реки — Таз. Речной бассейн реки — Таз.
Код объекта в государственном водном реестре — 15050000112115300064232.